# InLegend
InLegend, également typographié Inlegend, est un groupe de metal avant-gardiste allemand indépendant fondé en 2010, à l'initiative de Bastian Emig, le batteur du groupe de metal a cappella Van Canto. Leur style musical se différencie du metal par remplacement de la guitare principale par le piano. Les membres actuels sont Bastian Emig (piano et chant), Daniel Wicke (basse), Daniel Schmidle (keytar) et Dennis Otto (batterie).

## Biographie

### Formation etPandemonium EP
Bastian Emig explique avoir déjà composé des chansons bien pour In Legend, bien avant de se joindre à Van Canto — plus exactement pendant ses études, et son séjour en Chine. Selon ses dires, il avait déjà discuté de la formation du groupe aux guitaristes de plusieurs groupes pour lesquels il jouait de la batterie (en particulier son groupe de jeunesse Jester's Funeral), ou au piano car étant incapable de jouer de la guitare.
L'EP intitulé Pandemonium EP (limité à 500 exemplaires), est le premier projet musical publié par le groupe et vendu en concert en soutien à Van Canto au printemps 2010. L'EP est enregistré aux côtés du producteur allemand Charlie Bauerfeind, pour qui Emig avait enregistré avec Van Canto,. Finalement, l'EP est publié en téléchargement libre le 1er mai 2010, en parallèle au lancement du site web officiel du groupe

### Ballads 'n' Bullets
En décembre 2010, l'enregistrement et le mastering du premier album de Legend sont terminés. Le groupe signe un contrat avec le label SPV. C'est aussi la première fois qu'un album est publié avec la collaboration de deux sous-labels de SPV (Steamhammer et Oblivion). Ballads 'n' Bullets est publié le 20 mai 2011. La liste des quatorze chansons inclut également les quatre chansons de l'EP Pandemonium EP. Avant la sortie de l'album, il était possible d'écouter en avant-première l'album via une application sur Facebook.
En date, le groupe joue deux tournées en soutien à l'album (qui les amènent en Suisse et aux Pays-Bas) et dans plusieurs festivals en tête d'affiche. En parallèle, le groupe tourne quatre vidéo de chansons issues de l'album (Pandemonium, Vortex, Soul Apart, et Universe).

### Stones at Goliath
À la fin de 2012 et au début de l'été 2013, In Legend entre en studio pour l'enregistrement d'une suite à l'album. et album, intitulé Stones at Goliath, est le premier à faire participer Daniel Schmidle qui s'est joint au groupe en 2011. En juin 2014, In Legend annonce sur Facebook sa séparation avec le bassiste Daniel Wicke et le batteur Dennis Otto. Ils sont remplacés par Paul Perlejewski et Marcos Feminella. Un troisième pianiste, Daniel Galmarini, viendra s'ajouter à la formation.
In Legend devient InLegend en 2014. Stones at Goliath est publié en décembre 2014. Hormis la typique instrumentation, l'album comprend des morceaux de violons, de violoncelles (jouées par Benni Cellini, membre du groupe allemand Letzte Instanz), de synthétiseurs, et un chœur gospel. Laura Vargas du groupe chilien Sacramento y participe. L'album est, cependant, dominé par les morceaux au piano et manque de morceaux de guitare, ce qui amène le magazine Sonic Seducer à comparer In Legend au groupe finlandais Apocalyptica. Le 24 décembre 2015, le groupe publie son EP Goliath's End, en téléchargement libre sur son site web.

## Membres

### Membres actuels
- Bastian Emig - chant, piano
- Daniel Galmarini - piano
- Daniel Schmidle - keytar, piano
- Paul Perlejewski - basse
- Marcos Feminella - batterie

### Anciens membres
- Daniel Wicke - basse
- Dennis Otto - batterie